# Alfred Antoni Potocki
Alfred Antoni Wilhelm Roman Potocki h. Pilawa (ur. 14 czerwca 1886 w Łańcucie, zm. 30 marca 1958 w La Roche-sur-Foron) – IV i ostatni ordynat łańcucki.

## Życiorys
Syn Romana, ordynata Łańcuta i Elżbiety Matyldy Radziwiłł, oraz starszy brat Jerzego. Alfred Antoni Potocki uczył się w domu i Wiedniu, potem studiował w Magdalen College w Oksfordzie i Lwowie. W 1922 roku posiadał majątki ziemskie o powierzchni 50 650 ha. Za utrzymanie nieformalnych wpływów społecznych Potockiego i jego stosunków z władzami lokalnymi miał odpowiadać były radca prawny Paweł Horain (1871–1937).
W 1921 roku Potocki wzbogacił się o bogatą kolekcję dzieł sztuki odziedziczoną wraz z gigantyczną fortuną po Mikołaju Potockim z Paryża – z tulczyńskiej linii rodziny, wnuku osławionego przywódcy Targowicy, Stanisława Szczęsnego. Były to m.in. portrety rodzinne malowane przez Fragonarda, Lampiego i Scheffera, dwa cenne gobeliny z manufaktury w Aubusson z herbem Potockich, część zbiorów z dawnej biblioteki z Tulczyna, kilka bezcennych powozów, rokokowe saneczki Marii Antoniny oraz akcesoria końskie, a także bezpowrotnie wywiezione w czasie wojny obrazy Goi, Fragonarda, Bouchera, rzeźby Canovy. Od maja do lipca 1944 r. Alfred zdołał bowiem wywieźć z Łańcuta do Wiednia specjalnymi pociągami około 700 skrzyń majątku ruchomego. Większość tych ruchomości stopniowo wyprzedawał dla sfinansowania wystawnego trybu życia.
Był przyjmowany na audiencjach przez papieża Piusa X i cesarza Franciszka Józefa, tańczył na balach w pałacach książąt Schwarzenbergów i Fürstenbergów w Wiedniu oraz w pałacu Buckingham w Londynie. Gościł w Łańcucie arcyksięcia Ferdynanda, grał w tenisa z Glorią Swanson, bywał na obiadach u króla Rumunii Karola, Douglasa Fairbanksa i Mary Pickford, odwiedzał prezydenta Roosevelta i gen. Pershinga, polował z Clemenceau, Pétainem i z Hermannem Göringiem.
Należał do ścisłego establishmentu II Rzeczypospolitej i często świadczył na jego rzecz usługi recepcyjne. Był wiceprezesem Związku Jeździeckiego Małopolski Środkowej w Łańcucie. W zamku w Łańcucie organizował bale dla korpusu dyplomatycznego, tenisowe turnieje i polowania (ordynackie dla prywatnych gości i klubowe jako opiekun klubu myśliwskiego Diana około 1922). Wyjeżdżał na polowania do Afryki. Swoją działalnością doprowadził do rozwoju i popularyzacji kultury łowieckiej. Podejmował też gości zagranicznych, m.in. króla rumuńskiego Ferdynanda I i królową Marię oraz Jerzego księcia Kentu, a tuż przed wybuchem wojny gościem jego pałacu był Joachim von Ribbentrop.
Według mjr. Adam Winogrodzkiego ps. „Korwin” Alfred Antoni Potocki podczas II wojny światowej i trwającej okupacji niemieckiej często gościł u siebie Hermanna Göringa i odmówił współpracy z Armią Krajową. 24 marca 1956 zawarł związek małżeński w Monte Carlo z Izabelą (Izadorą) Narkiewicz-Jodko, która w 1959 w Londynie wydała tom wspomnień Alfreda zatytułowanych Master of Lancut. Pochowany został w Lozannie, prochy zostały sprowadzone do Łańcuta do krypty grobowej Potockich przy kościele parafialnym w 2001.

## Ordery i odznaczenia
- Krzyż Kawalerski Orderu Odrodzenia Polski
- Złoty Krzyż Zasługi (19 marca 1937)[8]